# Brasão de armas da Noruega

O Brasão de armas da Noruega é um dos mais antigos da Europa. Originou-se como um brasão de armas pessoal para a família real.
Haakon, o Velho (1217-1263) usava um escudo com a figura de um leão. A referência mais antiga preservada sobre o colorido dos brasões é a Saga do Rei, escrita em 1220.
Em 1280, o rei Érico Magnusson adicionou a coroa e o machado prata ao leão. O machado representa a arma usada para matar o mártir Santo Olavo na batalha de Stiklestad, em 1030.
O desenho dos brasões noruegueses foi modificado ao longo dos anos, seguindo as mudanças nas tendências heráldicas. Na Baixa Idade Média, o cabo do machado ficou gradualmente mais longo, chegando a parecer com uma alabarda. O cabo era geralmente curvado para que pudesse se encaixar no formato do escudo favorito na época, e também para emparelhar com o formato das moedas. A alabarda foi oficialmente descartada e o machado menor reintroduzido por decreto real, em 1844, quando um desenho autorizado foi instituído pela primeira vez. Em 1905, o desenho oficial para os brasões da realeza e do governo foi modificado novamente, desta vez para o estilo medieval, com um escudo triangular e um leão mais vertical. O pintor Eilif Peterssen foi o responsável pelo desenho. O desenho atual foi introduzido em 1937, mas ligeiramente modificado com a aprovação real em 20 de maio de 1992.
O brasão de armas é sempre disposto sob a coroa real. Durante a Segunda Guerra Mundial, o regime Quisling continuou a usar o brasão de armas do leão, freqüentemente com a coroa removida. Em 1943, o desenho do leão foi modificado e a coroa real foi recolocada com um tipo livre de coroa medieval. O governo legítimo norueguês continuou usando o brasão com a coroa real durante o exílio.

## Brasão de armas real

Brasão de armas real

O brasão de armas da casa real, assim como o Estandarte Real, usa o leão desenhado em 1905. O escudo destaca a insígnia da Ordem de Santo Olavo em sua volta.
O escudo é emoldurado por um manto de arminho real, sob a coroa da Noruega.